# Noctua nigrescens
Noctua nigrescens är en fjärilsart som beskrevs av Hans-Jürgen Busse 1925. Noctua nigrescens ingår i släktet Noctua och familjen nattflyn. Inga underarter finns listade i Catalogue of Life.